# BOLO
BOLO ist ein im Jahre 1987 für Atari ST von Meinolf Amekudzi (geb. Schneider) entwickeltes Geschicklichkeits-Computerspiel. 1995 veröffentlichte Dongleware ein Remake für MS-DOS und Mac OS.

## Handlung
Das Spielprinzip ähnelt Breakout. Man hat einen Schläger (aufgrund der Raupenform „Raupe“ genannt) und einen Plasmaball, der schwerelos im Raum schwebt. Mit diesem Schläger muss man den Ball so lenken, dass er die Steine trifft, welche daraufhin verschwinden. Um ins nächste Level zu gelangen, müssen alle Steine zerstört werden. Berührt der Ball jedoch den unteren Spielfeldrand, geht ein Leben verloren, von denen man fünf hat. Verliert man das letzte Leben, ist das Spiel beendet.
Eine überaus interessante Rolle nehmen die Steine ein. Sie sind mit mannigfaltigen Eigenschaften besetzt, die je nachdem, den Ball mit größerer Gewichtskraft versehen, ihm einen Magneten, doppelte Geschwindigkeit oder andere Eigenschaften verpassen.

## Ziel
Es gilt, den MegaGhost zu schlagen. Das schafft man nach 50 Leveln. Von jedem dieser 50 Level gibt es zwei Varianten, eine leichte und eine schwerere, so dass man insgesamt 100 Level durchspielen kann.

## Preise
BOLO gewann Auszeichnungen als bestes gewaltdarstellungsfreies Computerspiel.